# Corella eumyota
Corella eumyota är en sjöpungsart som beskrevs av Traustedt 1882. Corella eumyota ingår i släktet Corella och familjen högermagade sjöpungar.
Artens utbredningsområde är Södra Ishavet. Arten har ej påträffats i Sverige. Inga underarter finns listade i Catalogue of Life.